# Re dell'Anglia orientale
Questa è una lista dei re dell'Anglia orientale, uno dei sette regni costituenti la cosiddetta eptarchia anglosassone, nato nel VI secolo.
La tabella contiene nella terza colonna il titolo in latino e, sotto, il titolo in antico inglese. I foni þ e ð corrispondevano a due fonemi distinti (th dura e dolce).
Il carattere 7 rappresentava il & usato nella scrittura contemporanea anglosassone.
Notamolte date di questo periodo potrebbero non essere attendibili.

## Elenco dei Re dell'Anglia orientale
| Durata Regno                                    | Reggente               |                                                                                                   | Note |
| ----------------------------------------------- | ---------------------- | ------------------------------------------------------------------------------------------------- | --- |
| dal ??? al ???                                  | Wehha                  | VVehha EstAngle Cyning VVehha Rex Angliæ Orientalis                                               | Il primo sovrano dell'Anglia orientale (secondo Historia Brittonum)                                                           |
| dal 571 al 578                                  | Wuffa                  | VVuffa VVehhing EstAngle Cyning VVuffa Rex Angliæ Orientalis                                      | Antenato eponimo della dinastia di Wuffing, "regnante" nel 571 (secondo Roger di Wendover)                                    |
| dal 578 al 593                                  | Tyttla                 | Tyttla Vvuffing EstAngle Cyning Tyttla Rex Angliæ Orientalis                                      | "Riprese la guida del regno" (secondo Roger di Wendover)                                                                      |
| dal 593 al 617                                  | Redwald                | Rædvvald Tyttling EstAngle Cyning Rædvvald Rex Angliæ Orientalis                                  | Imperium; Rex Anglorum (secondo San Beda il Venerabile). Bretwalda (secondo la Cronaca anglosassone).                         |
| dal 617 al 618                                  | Eni                    | Eni Tyttling EstAngle Cyning Eni Rex Angliæ Orientalis                                            | |
| dal c.616 o 627 al 627 o 628                    | Eorpwald               | Eorpvvald Rædvvalding EstAngle Cyning Eorpvvald Rex Angliæ Orientalis                             | Ucciso da Ricberht. |
| dal 628 al 631                                  | Ricberht               | Ricbryht EstAngle Cyning Ricbryht Rex Angliæ Orientalis                                           | |
| dal 630 o 631 al ?634                           | Sigebert               | Sigebryht Rædvvalding EstAngle Cyning Sigebryht Rex Angliæ Orientalis                             | Diventa re con Egric; abdica; San Sigebert                                                                                    |
| dal 634 ? al 635 ?                              | Egric                  | Ecgric Ening EstAngle Cyning Ecgric Rex Angliæ Orientalis                                         | Ucciso in battaglia; parente di Sigeberht forse figlio di Rædwald o di Eni.                                                   |
| dal 635 ? al 654                                | Anna                   | Anna Ening EstAngle Cyning Anna Rex Angliæ Orientalis                                             | Ucciso in battaglia |
| dal 654 al 15 novembre 654                      | Æthelhere              | Æþelhere Ening EstAngle Cyning Æþelhere Rex Angliæ Orientalis                                     | |
| dal 654 al 664                                  | Æthelwold              | Æthelvvold Ening EstAngle Cyning Æþelvvold Rex Angliæ Orientalis                                  | |
| dal 663 o 664 al 713                            | Ealdwulf               | Ealdvvulf EstAngle Cyning Ealdvvulf Rex Angliæ Orientalis                                         | |
| dal c.713 al 749                                | Ælfwald                | Ælfvvald EstAngle Cyning Ælfvvald Rex Angliæ Orientalis                                           | |
| dal 749 al ?                                    | Hun                    | Hun EstAngle Cyning Hun Rex Angliæ Orientalis                                                     | Diventa re |
| dal 749 al c.758                                | Beorna                 | Beorna EstAngle Cyning Beorna Rex Angliæ Orientalis                                               | Diventa re |
| dal 749 al ?                                    | Alberht                | Albryht EstAngle Cyning Albryht Rex Angliæ Orientalis                                             | Diventa re |
| dal c.758 al 779                                | Æthelred I             | Æþelred EstAngle Cyning Æþelred Rex Angliæ Orientalis                                             | |
| dal 779 al 794                                  | Æthelberht             | Æþelbryht EstAngle Cyning Æþelbryht Rex Angliæ Orientalis                                         | San Aethelbert |
| Dinastia di Mercia                              |                        |                                                                                                   | |
| dal 794 al 796                                  | Offa                   | Offa Þincfriþing Miercna 7 EstAngle Cyning Offa Rex Mercia et Angliæ Orientalis Offa Rex Anglorvm | |
| Dinastia dell'Anglia orientale                  |                        |                                                                                                   | |
| dal 796 al c.799                                | Eadwald                | Eadvvald EstAngle Cyning Eadvvald Rex Angliæ Orientalis                                           | |
| Dinastia di Mercia                              |                        |                                                                                                   | |
| dal c.799 all'821                               | Cenwulf                | Ceonvvulf Miercna 7 EstAngle Cyning Ceonvvulf Rex Mercia et Angliæ Orientalis                     | |
| dall'821 all'823                                | Ceolwulf I             | Ceolvvulf Miercna 7 EstAngle Cyning Ceolvvulf Rex Mercia et Angliæ Orientalis                     | |
| dall'823 all'826                                | Beornwulf              | Beornvvulf Miercna 7 EstAngle Cyning Beornvvulf Rex Mercia et Angliæ Orientalis                   | |
| Dinastia dell'Anglia orientale                  |                        |                                                                                                   | |
| dall'826 all'839                                | Æthelstan I            | Æþelstan EstAngle Cyning Æþelstan Rex Angliæ Orientalis                                           | |
| dall'839 all'855                                | Æthelweard             | Æþelvveard EstAngle Cyning Æþelvveard Rex Angliæ Orientalis                                       | |
| dall'855 al 20 novembre 870                     | Edmund                 | Eadmund EstAngle Cyning Eadmund Rex Angliæ Orientalis                                             | Martire; San Edmund |
| Vice-re sotto la sovranità dei vichinghi danesi |                        |                                                                                                   | |
| dall'870 all'876                                | Oswald                 | Osvvald EstAngle Cyning Osvvald Rex Angliæ Orientalis                                             | |
| dall'876 all'879                                | Æthelred II            | Æþelred EstAngle Cyning Æþelred Rex Angliæ Orientalis                                             | |
| dall'879 all'890                                | Guthrum (Æthelstan II) | Aþelstan EstAngle Cyning Aþelstan Rex Angliæ Orientalis                                           | Il sovrano danese Guthrum I, con il battesimo, prende il nome Athelstan                                                       |
| dal c.890 al 902                                | Eohric                 | Eric Guþrumsson EstAngle Cyning Eric Rex Angliæ Orientalis                                        | Ucciso in battaglia |
| 902                                             | Æthelwald              |                                                                                                   | Re sottoposto dei Danesi, ucciso in battaglia nel dicembre de 902. Anche Re di Northumbria e Pretendente al trono del Wessex. |
| dal 902 al 918                                  | Guthrum II             | Guþrum EstAngle Cyning Guþrum Rex Angliæ Orientalis                                               | Ucciso in battaglia nel 918                                                                                                   |

Dopo il 918, l'Anglia orientale passò sotto il controllo del Wessex.